# Relations entre l'Italie et le Kazakhstan
Les relations entre l'Italie et le Kazakhstan sont des relations étrangères entre l'Italie et le Kazakhstan.

## Histoire
En août 1992, un accord a été signé entre la République italienne et la République du Kazakhstan sur l'établissement de relations diplomatiques.
En octobre 1992, l'ambassade de la République italienne a été ouverte au Kazakhstan. Depuis avril 2005, l'ambassade est située à Astana. Et en 1996, l'ambassade du Kazakhstan a été ouverte en Italie.
Le 28 janvier 2016, une délégation italienne conduite par le ministre de la politique agricole et le vice-ministre italien de l'environnement s'est rendue à Astana.